# Sinocalanus schachti
Sinocalanus schachti is een eenoogkreeftjessoort uit de familie van de Centropagidae. De wetenschappelijke naam van de soort is voor het eerst geldig gepubliceerd in 1913 door Burckhardt.